# Атчисън (окръг, Канзас)
Окръг Атчисън (на английски: Atchison County) е окръг в щата Канзас, Съединени американски щати. Площта му е 1127 km², а населението - 16 745 души. Административен център е град Атчисън.